# Marie de France
Maria Francuska albo Maria z Francji (fr. Marie de France) – średniowieczna pisarka i poetka, autorka Opowieści – poematów napisanych w języku starofrancuskim. Żyła w drugiej połowie XII wieku, początkowo we Francji, później w Anglii, gdzie przypuszczalnie była ksienią (przełożoną klasztoru żeńskiego).

## Informacje biograficzne
Maria jest pierwszą znaną z imienia pisarką francuską. Informację o swym imieniu przekazała w wierszu: Marie ai nom, si sui de France co znaczy:  Marią mnie zwą, jestem z Francji. Wiedzę na jej temat historycy czerpią głównie z jej pism. Wiadomo, że pochodziła z Francji kontynentalnej, ale życie spędziła w Anglii. Przebywała zapewne na dworze Henryka II Plantageneta i jego żony Eleonory Akwitańskiej (jej Opowieści są dedykowane królowi, bez wątpienia Henrykowi II). Na dworze Henryka II i Eleonory, mecenasów sztuki, panowały język i kultura francuska, choć nie bez wpływów angielskich i celtyckich. Próbowano identyfikować, choć budzi to wątpliwości, poetkę z Marią, hrabiną Szampanii. Wedle innej hipotezy, jak wskazywałaby jej wysoka kultura, Maria mogła być przeoryszą w jednym z angielskich klasztorów, w Barking lub Shaftesbury. Wedle jeszcze innej koncepcji miałaby pochodzić z rodziny mieszczańskiej z Île-de-France.
Swoje Opowieści napisała w Anglii, najstarsze zapewne w latach sześćdziesiątych XII wieku. Po 1170 roku przełożyła z angielskiego na francuski zbiór bajek zatytułowany Ezopki, mimo że tylko 40 na 100 utworów wykazuje antyczne pochodzenie, a pozostałe opierają się na wzorcach głównie germańskich i orientalnych. Maria dostosowała morał bajek do stosunków jej współczesnych (tego rodzaju zbiory bajek znane były we Francji jako isopet ). Po 1190 roku przetłumaczyła Wizję świętego Patryka, łaciński romans awanturniczo-hagiograficzny, przedstawiający podróż świętego Patryka do piekieł, napisany niedługo przedtem przez Henryka Daltrey.
Maria władała biegle językiem sobie współczesnych: Wace’a, Chrétiena de Troyes, Waltera z Arras, Rynalda z Beaujeu, Jeana Renarta. Znała ówczesną literaturę francuską, Biblię, niektóre romanse greckie, Pryscjana, Eneidę Wergiliusza, Romans o Eneaszu, powstały na krótko przed jej Opowieściami. Posiadała bierną znajomość angielskiego i bretońskiego.

## Dzieła

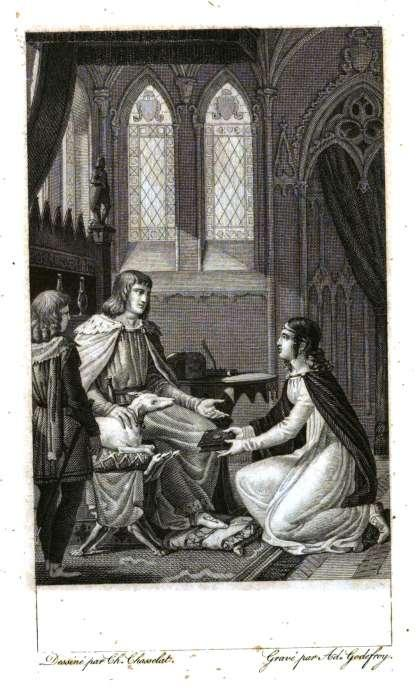
Maria ofiarująca swoje dzieło Henrykowi II

- Opowieści (Les Lais) – zbiór dwunastu opowieści (lai):
  - Yonec (Lai d’Yonec)
  - Buczynka (Lai de Frêne)
  - Nieszczęśni (Lai du Chaitivel – Le Malheureux)
  - Lanval (Lai de Lanval)
  - Milon (Lai de Milun)
  - Dwoje kochanków (Lai des deux Amants)
  - Eliduc (Lai d’Eliduc)
  - Wilkołak (Lai du Bisclavret)
  - Guigemer (Lai de Guigemar)
  - Equitan (Lai d’Equitan – Opowieść o jeźdźcu)
  - Wiciokrzew (Lai du Chèvrefeuille)
  - Laostic (Lai du Laostic lub Lai de l’eostic – Opowieść o słowiku)[5]
- Fables d’Esope – Bajki Ezopa
- L’espurgatoire de saint Patrice – Czyściec św. Patryka

## Treść wybranych opowieści

### Laostic (Słowik)
Laostic opowiada o miłości samotnego rycerza i pięknej żony jego sąsiada. Pani, korzystając ze snu męża, wstawała w nocy z łoża i stawała w oknie, skąd mogła wpatrywać się w czuwającego naprzeciw kochanka. Mąż powziął jednak podejrzenia. Skoro się dowiedział, że żona wstaje w nocy, by słuchać słowika, schwytał ptaszka, na oczach żony skręcił mu szyję i rzucił skrwawionym ciałkiem w żonę. Pani przesłała martwego ptaszka kochankowi, ten złożył go w złotej szkatułce.
Tam właśnie złożył pan słowika.

Gdy potem wieczko sam domykał,

Zapieczętował szkatułeczkę.

Zamknięcie takie bywa wieczne.

### Lanval
Lanval, rycerz wysokiego rodu, ale pomijany przez króla Artura, żyje w skrajnym ubóstwie. Pewnego dnia spotyka w lesie piękną panią, która zaprasza go do swego namiotu. Lanval zakochuje się w niej, a ona, kiedy ją opuszcza, obiecuje mu, że odtąd im więcej pieniędzy wyda, tym więcej będzie ich miał, a nadto ona przybędzie na każde jego zawołanie. Nie może tylko nikomu wyjawić ich miłości. Jakiś czas potem swoje serce ofiaruje Lanvalowi królowa, ten odmawia, a naciskany przez królową, odpowiada, że kocha inną, o wiele piękniejszą panią. Wyznawszy swą miłość Lanval traci ją. Zelżona królowa, oskarża Lanvala przed królem, że rycerz zabiegał o jej miłość, a gdy mu odmówiła, obraził ją. W oznaczonym dniu Lanval stawia się na sąd, jeśli nie okaże sędziom swej miłej, czeka go srogi wyrok. Lanval pogrążony w smutku nie ma nadziei na ocalenie. Gdy sąd się zbiera, przybywają do zamku dwie cudne panny, a za nimi jeszcze dwie i rozkazują królowi, by przygotował ucztę dla ich pani. Jakoż pani przybywa, ocala dobre imię Lanvala. Rycerz, szczęśliwy, że ją odzyskał, wskakuje na jej konia. Bretonowie powiadają, że zaniósł oboje do Avalonu, na czarodziejską wyspę.

### Yonec
Stary, zazdrosny mąż trzymał swą żonę zamkniętą w wieży. Znalazł do niej drogę mężczyzna wielkiej urody, który przylatywał w postaci ptaka na każde jej wezwanie. Odmiana, jaka zaszła w żonie, wzbudziła jednak niepokój starego męża. Odkrył, kto ją odwiedza i umieścił w oknie ostre kolce, które śmiertelnie zraniły ptaka. Ranny uciekł, a pani rzuciła się za nim. Po śladach krwi trafiła do stolicy wielkiego królestwa. Król tego kraju, będący jej ukochanym, umierał. Przed śmiercią wręczył jej magiczny pierścień, dzięki któremu mąż jej miał zapomnieć o całej przygodzie oraz swój miecz, aby wręczyła go pewnego dnia ich wspólnemu synowi, Yonecowi. Pani wróciła do zamku i po pewnym czasie urodziła syna, któremu dała imię Yonec. Po latach jej mąż, ona i dorosły już Yonec zostali zaproszeni na uroczystości do Karlionu. Po drodze, w pewnym opactwie ujrzeli wspaniały grobowiec. Dowiedziawszy się, że to grób jej dawnego przyjaciela, dama ma ledwie tyle sił, by odkryć Yonecowi, kto był jego prawdziwym ojcem i w jaki sposób zginął. Wręcza mu miecz i umiera. Yonec tym mieczem zabija starca, biorąc pomstę za śmierć obojga rodziców. Ludzie z pobliskiego miasta obwołują go swoim panem.

## GenezaOpowieści
W XII wieku pod wpływem poezji trubadurów głównym tematem francuskiej poezji dworskiej staje się miłość opisywana w liczących sobie od kilku do kilkunastu tysięcy wierszy powieściach i w krótszych od nich opowieściach (lais) lub gawędach (contes). Początkowo te krótkie formy czerpią tematy z antyku, głównie z Owidiusza, gdy ta moda spowszedniej zastąpi ją tematyka bretońska. Maria z Francji należy do prekursorów tej tematyki i jest tą, która nadał tej ludowej dotąd twórczości literacką formę. Tematy bretońskie rozpowszechnili w Europie w pierwszej połowie XII wieku wędrowni rybałci bretońscy. Nie wiadomo czy początków tej twórczości należy szukać w Bretanii kontynentalnej, zwanej Małą Bretanią, leżącej na zachodnim cyplu Francjiczy Bretanii wyspiarskiej – w Walii i Kornawalii. Z nazw i imion występujących w utworach wynika, że część z nich pochodzi z Francji, część z Anglii. Francuskie są wyrazy: Laostic, Bisclavret (wilkołak), Eliduc, Equitan, Guigemer; angielskie: Yonec, Chèvrefeuille (wiciokrzew). Nie wiadomo również czy sama materia pochodzi z folkloru celtyckiego czy też z łacińskich i francuskich kronik. Maria podaje wprawdzie skrupulatnie czy swą opowieść czerpie z ustnego przekazu czy przeczytanego rękopisu, nie mówi już jednak czy rękopis był spisaną gawędą rybałtowską czy uczoną kroniką.
Z tego samego co Opowieści Marii czasu zachowało się jeszcze około 30 poematów autorów znanych lub anonimowych. Do najznakomitszych należą: Roberta Biquet Opowieść o rogu, który wskazuje pijącemu zeń wiarołomstwo żony, Opowieść o wikingu Haweloku, Opowieść o Graelencie o porwaniu młodzieńca przez wróżkę, zaginiona Opowieść o Gurunie. Po tematykę bretońską, choć korzystając z innych form, sięgnęli też: Chrétien de Troyes, Berul, Tomasz z Anglii – poeci cyklu Tristana i Izoldy, Rynald z Beaujeu, Wace i inni.
Dwanaście opowieści Marii z Francji można podzielić na trzy grupy:
- Pierwszą tworzą opowiadania fantastyczne, wprowadzające w narrację element cudowny, niemający jednak nic wspólnego z cudownością religijną, zmierzającą ku zbudowaniu odbiorców. Jest to cudowność mityczna pochodzenia celtyckiego. Należy do tej grupy Lanval, opowiadający o miłości wróżki do śmiertelnika, która na koniec porywa go do swojego czarodziejskiego świata. Jest to najstarsza opowieść cyklu arturiańskiego w literaturze francuskiej. Guigemer przeżywa w miłości z wróżką trzy stulecia, choć myśli, że minęły trzy dni. Yonec przynosi motyw rycerza przemieniającego się w ptaka i zjawiającego się na każde żądanie ukochanej. Wilkołak oparty jest na motywie przemiany człowieka w wilka[12].
- Drugą grupę opowieści tworzą historie pochodzenia ludowego, oparte na motywach folklorystycznych. Należy tu Buczynka osnuta na starym przesądzie, rozpowszechnionym na wszystkich kontynentach, o wiarołomnym pochodzeniu jednego z bliźniąt[12]. Milon zawiera motyw niewiadomego pochodzenia dziecka i walki ojca z synem. Eliduc – motyw miłości mężczyzny do dwóch kobiet i poruszającej ofiary dokonanej przez jedną z nich[13].
- Do trzeciej grupy należą opowieści o literackim rodowodzie, ukazujące sentymentalną, melancholijną, a czasem tragiczną miłość, przedstawioną na tle ówczesnego arystokratycznego życia. Należy do nich związany z tematem Tristana i Izoldy Wiciokrzew, opowieść o przemyślności Tristana układającego spotkanie z ukochaną tak, by się o nim inni nie dowiedzieli. Słowik opowiada o niewinnych kochankach, którzy nie mogąc się zejść, łączą się sercem słuchając nocą śpiewu słowika, do czasu, gdy zabije ptaszka zazdrosny mąż. Equitan przedstawia zasłużoną śmierć zbrodniczej i wiarołomnej pary. Opowieść Nieszczęśni kreśli smutny los czterech rycerzy, z których trzech ginie w turnieju rycerskim, a czwarty ciężko ranny zyskuje miłość damy, o którą wszyscy czterej zabiegali. Wreszcie Dwoje kochanków opowiada o ojcu, który nie chcąc wydać córki za mąż, każe ją wnieść starającym się młodzieńcom na szczyt góry. Zakochany w bohaterce młodzieniec wynosi ją na szczyt i umiera z wyczerpania, a ona dzieli jego los[13].

## Tematyka twórczości
Dominującym tematem Opowieści jest miłość. Bohaterowie poetki są ludźmi szlachetnymi, wiernymi, szczerymi, uczuciowymi, lecz we wszystkim kierują się miłością. Nie jest to miłość dworna trubadurów, ale irracjonalne uczucie, które zagarnia całego człowieka. Maria podkreśla jej idealny charakter – dar cielesny wynika z daru duszy. Jest to miłość głęboka i poważna, nie przelotny kaprys czy rozpętanie zmysłów jak w ówczesnej literaturze mieszczańskiej lub w naśladownictwach antycznego erotyzmu Owidiusza. Maria surowo karze rozpustę. Złamanie wierności małżeńskiej usprawiedliwia jedynie okrutne prześladowanie przez zazdrosnego męża (Yonec). Eliduc, który ma kochającą żonę, a w okolicznościach od niego niezależnych pokochał inną kobietę, długo walczy ze sobą, cierpi zanim, za przyzwoleniem wielkodusznej żony ulegnie wszechogarniającemu uczuciu. Miłość bohaterów Marii stanowi wzlot ku pełni szczęścia, choć czasem trwa on tylko chwilę.
Kobiety Opowieści nie są wzniosłymi mistrzyniami doskonałego życia, jak to jest u trubadurów. Kobieta Marii jest słaba, bezbronna, tkliwa, zdolna do największych poświęceń, lecąca w miłość jak w ogień, dławiona pętami konwenansów. Mężczyzna, najczęściej bezradny, wpada w sidła miłości, która niejednokrotnie niszczy zakochanych. Miłość taka musi być szczera, wyłączna i bezinteresowna, a wówczas staje się bezgrzeszna i święta. Pod wpływem starych pogańskich koncepcji Celtów zatarciu ulega u Marii chrześcijańskie poczucie grzechu. Wystarcza, że miłość jest. Maria nie jest dialektykiem miłości jak Krystian z Troyes, subtelnym analitykiem stanów duszy jak Tomasz z Anglii, ani dydaktykiem procesu narastania miłości jak Wilhelm z Lorris, autor I części Powieści o Róży, u niej miłość błyszczy jednorodnym blaskiem, urzekającym swymi barwami. Poetka otacza swych bohaterów współczuciem i zrozumieniem, stanowczo potępiając ich prześladowców: okrutnych mężów, zbrodnicze żony, bezduszne staruchy.

## Styl
Maria podaje swe opowieści w prosty sposób, bez sensacyjnych chwytów technicznych, od których roi się u Chrétiena de Troyes, bez komplikacji, wymyślnych figur poetyckich. Spowija swoje utwory atmosferą smutku. Jak nikt w jej pokoleniu potrafi zachować w tematyce bretońskiej jej niewspółmierność z rozumem i doświadczeniem zmysłowym codziennego życia. Potrafi dotknąć skrywającej się za słowami tajemnicy. Nie jest twórcą naiwnym: doskonale konstruuje akcję, zaostrza perypetię w dramatyczne konflikty, wiąże przyczynowo kolejne etapy akcji i prowadzi je do prostego rozwiązania, bez powtórzeń, epizodów pobocznych, tak ulubionych przez ówczesnych gawędziarzy.
Maria umieszcza swoich bohaterów w dworskim świecie XII wieku – obyczaje, wytworność manier obce są celtyckim wzorcom, z których czerpała. Uzbrojenie rycerzy, stroje dam, stosunki społeczne, poglądy, uczty, turnieje, pojedynki, wyprawy wojenne, stosunki feudalne między suwerenem a wasalem, sądownictwo, kościół, zagadnienia moralne są całkiem jej współczesne. Maria zręczniej niż inni twórcy tego czasu zaciera niezgodności pomiędzy elementem fantastycznym czy ludowym a rycersko-dworską współczesnością. Bez wątpienia wskutek tych przeróbek osłabieniu uległ urok tajemniczości spowijający celtycką przeszłość, choć Maria i tak najwierniej zachowała atmosferę dziwności przygód, zagadkowości narracji, głębi i prostoty w miłości.

## Recepcja twórczości
Poezja Marii cieszyła się niemałym powodzeniem współczesnych, o czym świadczy 5 zachowanych rękopisów średniowiecznych i przekłady na angielski i norweski, a przede wszystkim liczne naśladowania francuskie. W opowiadaniach i powieściach z XII i XIII wieku można odnaleźć liczne motywy wprowadzone do literatury przez Marię. W XIV wieku wraz ze zmianą warunków społecznych i postaw zmianie uległy również wzorce literackie. Tryumf Powieści o Róży na blisko 300 lat utrwalił supremację poezji alegorycznej, spychając w niepamięć Opowieści Marii z Francji. Kilku historyków wspomina poetkę w XVI wieku. Renesans recepcji jej twórczości przypada na przełom XVIII i XIX wieku – odrodzenie zainteresowania średniowieczną literaturą francuską, zrozumienie dla nastroju smutku i melancholii, podniesienie problematyki miłosnej do rangi jednego z głównych tematów literackich niemało się do tego przyczyniło. W 1819 roku wyszło pierwsze nowoczesne wydanie Opowieści.
Wspomniana pierwszym tomie siedmiotomowego cyklu historycznego Maurice'a Druona Królowie przeklęci.